# Wilhelm von Branca
Carl Wilhelm Franz von Branca fino al 1865 Wilhelm Branco; 1895-1907: Wilhelm von Branco (Potsdam, 9 settembre 1844 – Monaco di Baviera, 12 marzo 1928) è stato un geologo e paleontologo tedesco.

## Biografia
La famiglia Branca era originaria di Cannobio, sul Lago Maggiore. Dopo esser stato un ufficiale, e poi un contadino, Branca ha studiato geologia a Halle e Heidelberg, ricevendo il dottorato nel 1876. Ha lavorato nel suo post-dottorato a Strasburgo, Berlino, Monaco di Baviera, e a Roma con Karl Alfred von Zittel. Nel 1881 ha ricevuto la sua abilitazione dalla Friedrich-Wilhelms-Universität di Berlino (oggi Humboldt-Universität zu Berlin), dove ha poi lavorato come docente. Dopo un breve periodo di lavoro è stato docente di Aquisgrana. Dal 1887-1890 ha lavorato come professore di geologia e paleontologia a Königsberg, fino al 1895 a Tubinga, poi per quattro anni (fino al 1899) a Hohenheim, fino a quando finalmente si stabilì a Berlino, dov'è stato professore di geologia fino al 1917, divenne direttore del museo geologico-paleontologico, uno dei tre musei che componevano il Museum für Naturkunde.
Nel 1895, fu nominato cavaliere, e cambiò il suo cognome in 'Von Branco' (e in seguito in 'Von Branca'). Nel 1917, von Branca si ritirò dal suo incarico come direttore del museo e professore.

## Ricerche
La ricerca di Von Branca includeva la stratigrafia, vulcanismo, paleontologia-antropologica, paleontologia in generale, e in particolare l'evoluzione delle ammoniti e vertebrati estinti.
Il plesiosauro Brancasaurus brancai e una specie di dinosauro, Brachiosaurus, sono stati chiamati in suo onore.